# أخيش (ملك)

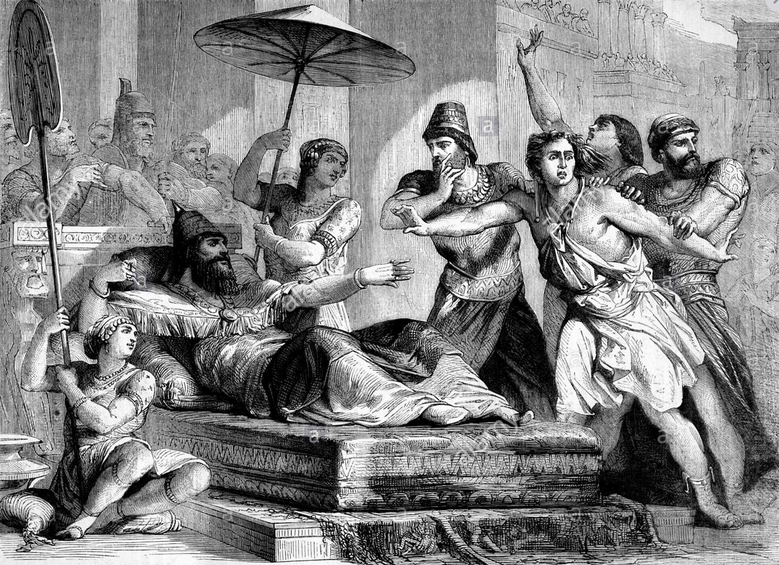
داود (على اليمين) يتظاهر بالجنون أمام أخيش (مستلقيًا)، رسم توضيحي من القرن التاسع عشر

أخيش (بالعبرية: אָכִישׁ ʾāḵīš، بالفلستية: 𐤀𐤊𐤉𐤔 *ʾākayūš، بالأكدية: 𒄿𒅗𒌑𒋢 i-ka-ú-su) هو اسمٌ لملك استُخدم في الكتاب المقدس العبري لحاكمين فلستيين من جت. ولعله لقبٌ عامٌّ يُطلق على ملوك الفلستيين. وملكا جت، اللذان يُعرّفهما معظم العلماء بتل الصافي، هما:
- الملك، الموصوف بأنه "أخيش ملك جت"، الذي التجأ إليه داود عندما هرب من شاول.[2] ويُدعى أبيمالك، أي "أبو الملك"، في عنوان المزمور 34.
- ملك آخر من جت، وُصف بأنه "أخيش بن معكة"، وهو على الأرجح حفيد الملك السابق، يُشار إليه في عهد سليمان.